# Nikolái Aséyev

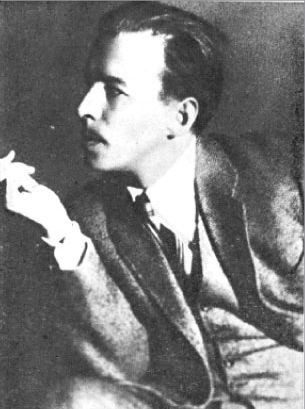
Nikolái Aséiev. Años 1910.

Nikolái Nikoláievich Aséiev (en ruso: Николай Николаевич Асеев; 10 de julio de 1889-Moscú, 16 de julio de 1963) fue un poeta y crítico literario ruso.
Fue un miembro destacado de LEF (Frente de Izquierda de las Artes), el colectivo de escritores, artistas y críticos de la vanguardia rusa de la década de 1920. Galardonado con el Premio de Estado Stalin, la Orden de Lenin y la Orden de la Bandera Roja del Trabajo, fue considerado uno de los poetas rusos más importantes de su época.
Fue colaborador del diario Vechérniaya Moskvá (), entre otras publicaciones.
Estuvo casado con Oksana M. Aséieva, una de las conocidas hermanas Sinyakova, estrechamente relacionadas con el Futurismo ruso.

## Obra

### En antologías
- 1965: Poesía soviética rusa (traducción Nicanor Parra)